# Simon Pytlick
Simon Bogetoft Pytlick, né le 11 décembre 2000 à Thurø, est un handballeur international danois qui évolue au poste d'arrière gauche.
Il est le fils de Jan Pytlick, entraîneur à succès de l'équipe nationale féminine du Danemark, et de Berit Bogetoft (da), handballeuse internationale.

## Palmarès

### En club
Compétitions internationales
- Ligue européenne (C3)
  - Vainqueur (1) : 2024

Compétitions nationales
- Championnat du Danemark
  - Vainqueur (1) : 2022, 2023
  - Deuxième (2) : 2020, 2021
- Coupe du Danemark
  - Vainqueur (1) : 2020, 2023
  - Finaliste (1) : 2022

### En sélection
Jeux olympiques
- Médaille d'or aux Jeux olympiques de 2024

Championnat du monde
- Médaille d'or au championnat du monde 2023
- Médaille d'or au championnat du monde 2025

Championnat d'Europe
- Médaille d'argent au championnat d'Europe 2024

### Distinctions individuelles
- élu meilleur arrière gauche du championnat du Danemark 2021-2022
- élu meilleur arrière gauche du championnat du monde 2023
- élu meilleur arrière gauche des Jeux olympiques de 2024